# Cocculinella kopua
Cocculinella kopua är en snäckart som beskrevs av B.A. Marshall 1983. Cocculinella kopua ingår i släktet Cocculinella och familjen Cocculinellidae. Inga underarter finns listade i Catalogue of Life.